# Vineland (powieść)
Vineland – czwarta powieść autorstwa amerykańskiego postmodernisty Thomasa Pynchona, wydana w 1990. 
Długo oczekiwana przez krytykę i czytelników powieść, wydana prawie dwadzieścia lat po czołowym dziele Pynchona – Tęczy grawitacji, uchodzi za nieco mniej znaczące jego dzieło, wedle niektórych głównie dlatego, że omija poważniejszą tematykę poruszaną przezeń w innych powieściach, tym niemniej zaliczana jest do wybitniejszych dzieł amerykańskiego postmodernizmu. Koncentruje się na satyrze na społeczeństwo amerykańskie XX wieku, a w szczególności kpi z poczynań służb specjalnych tego państwa. Stanowi swoiste rozliczenie z epoką kontrkultury. Odczytywana bywa też jako satyra polityczna – krytyczne podsumowanie rządów Ronalda Reagana.